# Moses Hess

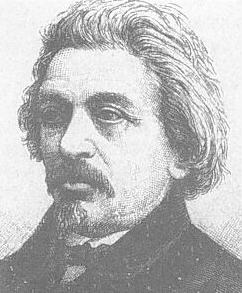
Moses Hess

Moses Hess (Bonn, 21 gennaio 1812 – Parigi, 6 aprile 1875) è stato un filosofo, politico e attivista tedesco, aderente al socialismo ed al comunismo,  precursore del sionismo.

## Biografia
Hess nacque a Bonn, che a quell'epoca era sotto il dominio francese. Sul certificato di nascita, redatto in francese, il suo nome era "Moises", lo stesso nome del nonno paterno.
Hess ricevette un'educazione religiosa ebraica dal nonno e poi studiò filosofia presso l'Università di Bonn, ma non completò mai gli studi.
Fu uno dei precursori di quel movimento che poi sarebbe stato chiamato Sionismo. Tra le sue opere: Storia sacra dell'umanità (1837), La triarchia europea (1841) e Roma e Gerusalemme (1862). 
Sposò un'operaia cattolica, Sibylle Pesch, in sfida ai valori borghesi; nella letteratura socialista si diffuse l'idea che la moglie fosse una prostituta "redenta" da Hess, ma questa idea è stata scartata dal biografo di Hess, Edmund Silberner.
Corrispondente della Rheinische Zeitung, un giornale radicale fondato da imprenditori renani liberali (giornale per il quale lavorava anche Karl Marx), visse a Parigi, si rifugiò temporaneamente in Belgio e in Svizzera in seguito al fallimento della Rivoluzione francese del 1848, e di nuovo durante la guerra franco-prussiana (1870-1871).

### Comunismo
Inizialmente Hess sosteneva l'integrazione ebraica nel movimento universalistico socialista e fu amico e collaboratore di Karl Marx e Friedrich Engels. Hess convertì Engels al Comunismo e introdusse Marx ai problemi sociali ed economici. Il ruolo di Hess fu importante per il passaggio dalla teoria della storia nella dialettica idealistica hegeliana al materialismo dialettico di Marx, secondo cui l'uomo è, con la sua azione consapevole, l'iniziatore della storia. 
Probabilmente Hess fu autore di molte idee e slogan "marxiani", tra cui quello della religione come "oppio dei popoli". Con il tempo Hess diventò meno propenso a basare tutta la storia su cause economiche e lotte di classe, giungendo a considerare la lotta delle razze, o delle nazionalità, come fattore primario della storia passata.

### Proto-Sionismo
Dal 1861 al 1863 Hess visse in Germania, dove vide crescere l'ondata di antisemitismo tedesco. Fu allora che riportò il suo nome alla versione originaria ebraica, Moses, in segno di protesta contro l'assimilazionismo. In questo periodo Hess tornò alla religione nella forma di panteismo spinoziano, che in qualche modo non trovava incompatibile con l'ebraismo ortodosso. Nel 1861 pubblicò Roma e Gerusalemme, dove la storia è interpretata come un circolo di conflitti di razza e conflitti di classe. Hess vedeva l'ascesa del nazionalismo italiano e la reazione tedesca ad esso: da ciò giunse all'idea della rinascita nazionale del popolo ebraico e all'intuizione che i tedeschi non avrebbero tollerato le aspirazioni nazionali di altri popoli e sarebbero stati particolarmente intolleranti verso gli ebrei. Il suo libro invoca la creazione di uno Stato ebraico socialista in Palestina, in linea con i movimenti nazionali europei emergenti, come unica risposta all'antisemitismo e unico modo per affermare l'identità ebraica nel mondo moderno.
Il libro di Hess Roma e Gerusalemme. L'ultima questione nazionale passò inosservato, come gli altri suoi scritti. La maggior parte degli ebrei tedeschi aspiravano all'assimilazione e non prestarono attenzione agli avvertimenti di Hess. La sua opera non stimolò nessuna attività o discussione politica. Il contributo di Hess, come Autoemancipazione di Leon Pinsker, acquistò importanza solo retrospettivamente, alla fine del XIX secolo, quando il movimento sionista cominciò a cristallizzarsi e a conquistare un pubblico. Quando Theodor Herzl lesse per la prima volta Roma e Gerusalemme, scrisse di Hess: "Da Spinoza gli ebrei non avevano un pensatore più grande di questo Moses Hess dimenticato" e dichiarò che non avrebbe scritto la sua opera Der Judenstaat (Lo stato ebraico), se non avesse prima conosciuto Roma e Gerusalemme. L'idea sionista non sarebbe iniziata solo con Theodor Herzl, ma molto prima, con Moses Hess, il cui Roma e Gerusalemme, del 1862, precede di ben 34 anni Der Judenstaat. Nella sua opera La legione ebraica nella guerra mondiale, Vladimir Žabotinskij rese onore a Hess come una delle persone che avevano reso possibile la Dichiarazione Balfour (1917), insieme a Herzl, Rohtschild e Pinsker.
Hess morì a Parigi nel 1875. Come da lui chiesto, fu sepolto nel cimitero ebraico di Colonia. Nel 1961 Hess fu re-interrato nel cimitero di Kvutzat Kinneret in Israele, insieme ad altri sionisti laburisti come Nachman Syrkin, Ber Borochov e Berl Katznelson. Il moshav Kfar Hess è stato così chiamato in suo onore.

## Opere
Tra le sue opere:
- Roma e Gerusalemme (1862);
- Storia sacra dell'umanità (1837);
- La triarchia europea (1841).